# Manfred Chobot
Manfred Chobot, född 3 maj 1947 i Wien, är en österrikisk poet och författare. 